# Šeškovci
Šeškovci (szerbül: Шешковци), település Bosznia-Hercegovinában, Laktaši községben, Bosanska krajina területén, a Szerb Köztársaságban. 

## Fekvése
Bosznia-Hercegovina északi részén, Banja Lukától légvonalban 28, közúton 35 km-re, községközpontjától légvonalban 11, közúton 16 km-re északkeletre, 106–221 méteres magasságban fekszik. Határa túlnyomórészt sík, enyhe lejtéssel az Orbász-folyó felé, amely a falunak az egész nyugati határán végigfolyik. A falun 4 km hosszú, 1978-ban aszfaltozott út halad át, továbbá egy 2 km hosszú aszfaltút megy Rijeka településig. A házak csoportokban helyezkednek el, és többnyire a kis falvakban találhatók. Kriškovci, Gumjera (Laktaši község), Novi és Stari Martinac (Srbac) falvakkal határos. Legnagyobb vízfolyása az Orbász, további ismert vízfolyások a Bistrica, a Buban, a Velika és Mala Rijeka, a Vilenac, a Vodica, a Miljanovac. A nagyobb falvak: Mednjak, Jelin lug, Stankovac és Rijeka.

## Népessége
| Nemzetiségi csoport | Népesség 1991 | Népesség 2013 |
| ------------------- | ------------- | ------------- |
| Szerb               | 403           | 318           |
| Bosnyák             | 0             | 0             |
| Horvát              | 6             | 6             |
| Jugoszláv           | 2             | 0             |
| Egyéb               | 1             | 0             |
| Összesen            | 412           | 324           |

## Története
A lakosság eredetére és a település nevére vonatkozóan nincsenek megbízható adatok. A helyiek feltételezik, hogy őseik Szerbiából (Užice) és Montenegróból (Kolašin) vándoroltak be. Az a néphagyomány, hogy a falu kialakulásának kezdetén hat kunyhó volt itt, és a falu a Šeškovci (šest koliba = hat kunyhó) nevet erről kapta. Egy másik hagyomány szerint Martinac, Ilicani, Kriškovci és Šeškovci falvakat négy testvérről nevezték el: Martinról (aki apjától a hegyektől az Orbászig terjedő területet – a mai Martinac - kapta), Ilijáról (a Prosječka folyóig terjedő dombos területtel – a mai Ilićani), Kriškáról (a birtok déli része – Kriškovci) és Šiškáról (a régi házak környéke – Šeškovci). a névre vonatkozóan van egy harmadik változat is. Ez arról szól, hogy az 1875-1878-as felkelés után mintegy száz harcias muszlim indult el Travnikból a Száva folyó felé. A mai Šeškovi területén hat keresztényre bukkantak, megölték és karókra tűzték őket (šest kolaca = hat karó). Ezeket az embereket az erdőben temették el, nem messze a mai temetőtől.
A település 1878-ig tartozott az Oszmán Birodalomhoz, ekkor a berlini kongresszus határozata alapján az Osztrák-Magyar Monarchia része lett. 1879-ben az első osztrák-magyar népszámlálás során a Prnjavori járáshoz tartozó településnek 33 háztartása és 246 ortodox lakosa volt.  1910-ben a Banja Luka-i járáshoz tartozó településen 67 háztartást, 416 ortodox és 17 muszlim lakost találtak. A monarchia szétesésével 1918-ban előbb a Szerb-Horvát-Szlovén Királyság, majd 1929-től a Jugoszláv Királyság része. Az 1929-es törvény értelmében, amikor Bosznia-Hercegovinát négy banovinára, Drinskára, Vrbaskára, Zetskára és Primorskára osztották, a település a Vrbaska banovina része lett, amelynek székhelye Banja Luka volt. Jugoszlávia megszállása után a Független Horvát Állam (NDH) része lett. A második világháború után a szocialista Jugoszláviához tartozott. A daytoni békeszerződést követő területfelosztásnál Laktaši község részeként a Szerb Köztársaság területéhez került.

## Gazdaság
Šeškovci lakossága mezőgazdasággal foglalkozik, kisebb része pedig Laktašiban és Aleksandrovacban dolgozik. Kukoricát, búzát, zabot termeszt, a gyümölcsök (szilva, alma, körte, cseresznye) jól teremnek. A Velika Rijekán még két vízimalom található, és egykor híres volt az Orbászon található Tumbas és a Badnjaš malom is. A második világháború előtt Šeškovci fejlett falunak számított, olyannyira, hogy egyes források szerint T. Milosavljević bán ezt a települést önkormányzati központnak tervezte.

## Infrastruktúra
A helyi vízszolgáltatás 1978 óta működik, ekkor mintegy 40 háztartás kapott ivóvizet. A Kriškovci felőli fő vízvezeték is áthalad a falun, amelyre még senkit nem kötöttek be. 1993-ban vezették be a telefonkapcsolatot, az áramot 1971-ben kapta meg a falu. A településen két élelmiszerbolt működik, továbbá az „Agroplet” létesítményei találhatók itt.

## Oktatás
Az iskola 1932-ben nyílt meg és 1941-ig működött. Az épületet 1944-ben lebombázták. A lerombolt iskolaépület folyosóján 1946-ban indultak újra a tanítási órák. 1948-tól 1954-ig az újonnan épült helyiségekben tartottak tanórákat, majd 1962-től az épületet felújították és 1969-ig, a katasztrofális földrengésig tartottak benne tanórákat. 1971-ben új, előregyártott elemekből készült iskolaépület épült, mely 1976-ig működött. Azóta a gyerekek a kriškovci általános iskolába járnak.

## Kultúra
- 2012-ben a településen forgatták a „Falsifikator” című játékfilm egy részét. A forgatás azon a helyen történt, ahol Tihomir Stanić édesapja élt, aki ezen a településen dolgozott tanárként.[7][8] A film főhősének modelje Stanić apja volt.[7]

- A településen kultúrház működik.

## Nevezetességei
Szent Lukács apostolnak szentelt ortodox temploma 1934-ben épült, 2009-ben újították fel.